# Eclipsa de Soare din 3 septembrie 2081

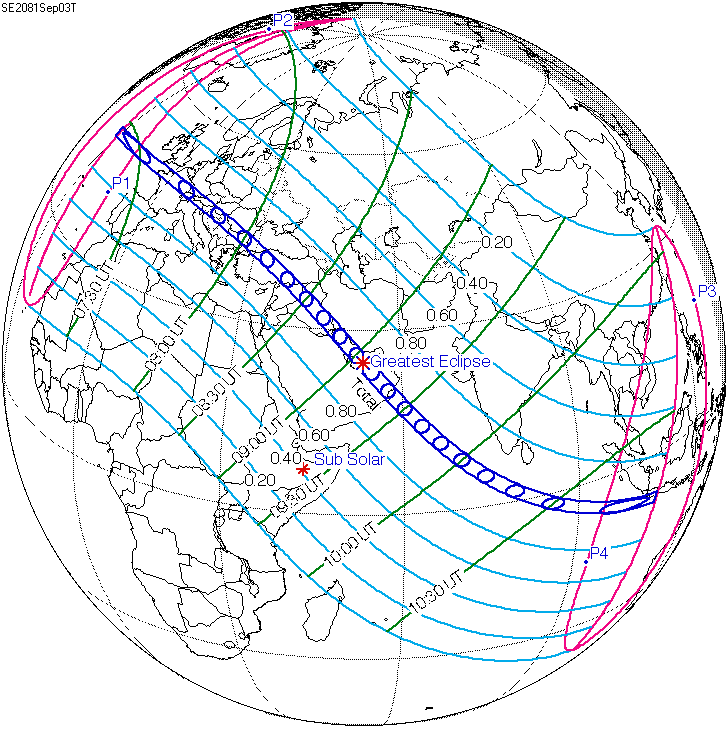
Harta eclipsei generale

O eclipsă totală de Soare se va produce la 3 septembrie 2081.

## Următoarea eclipsă totală de Soare în România
Această eclipsă totală va fi prima care va trece prin România, după cea din 11 august 1999. Va avea parcursul ceva mai la sud decât precedenta și pe o bandă mai largă.

## Descriere
Eclipsa va începe în Oceanul Atlantic, va trece prin Jersey, apoi va traversa Franța metropolitană (din Bretania până în Alsacia), Germania, Elveția, Italia de Nord, Austria, Slovenia, Croația, Ungaria, România, Bulgaria, va traversa Marea Neagră, apoi își va continua drumul prin Turcia, apoi prin Siria, Irak, Iran. Va traversa Golful Persic, apoi întregul Ocean Indian, pentru a se sfârși între insulele Sumatra și Java.
Punctul maxim al eclipsei va fi în Golful Persic, la ora 9:04:57,7 UTC.